# Hanneke Beaumont
Hanneke Beaumont (* Juni 1947 in Maastricht) ist eine niederländische Bildhauerin und Zeichnerin, die für ihre großformatigen figurativen Arbeiten aus Terrakotta, Bronze und Gusseisen bekannt ist.

## Leben
Hanneke Beaumont studierte von 1965 bis 1967 am Forsyth Dental Center der Northeastern University in Boston Zahnmedizin. Nach ihrem Studium in den USA kehrte sie nach Europa zurück. Sie besuchte von 1977 bis 1983 die Académie de Braine l’Alleud in Braine-l’Alleud, im Anschluss studierte sie bis 1985 an der École Nationale Supérieure des Arts Visuels de La Cambre in Brüssel Bildhauerei und von 1985 bis 1988 an der Hogere Rijksschool voor Beeldende Kunsten in Anderlecht.
Seit 1983 stellt Beaumont in Galerien aus und ihre Werke sind dauerhaft im öffentlichen Raum aufgestellt. 1994 wurde sie für ihre Skulpturengruppe „Le Courage“ mit dem Grand Prix des Centre international d'Art contemporain Château Beychevelle ausgezeichnet. 2011 wurde sie von der Stadt Pietrasanta durch den Kulturkreis „Fratelli Rosselli“ mit dem 21. „Premio Pietrasanta e la Versilia nel Mondo“ geehrt.
2014 zog Beaumont von Brüssel in die Niederlande. Sie lebt in Middelburg, wo sie Anfang 2015 ein historisches Lagerhaus als Atelier kaufte, und in Pietrasanta in Italien. Sie ist Mitglied der Royal British Society of Sculptors.

## Werk

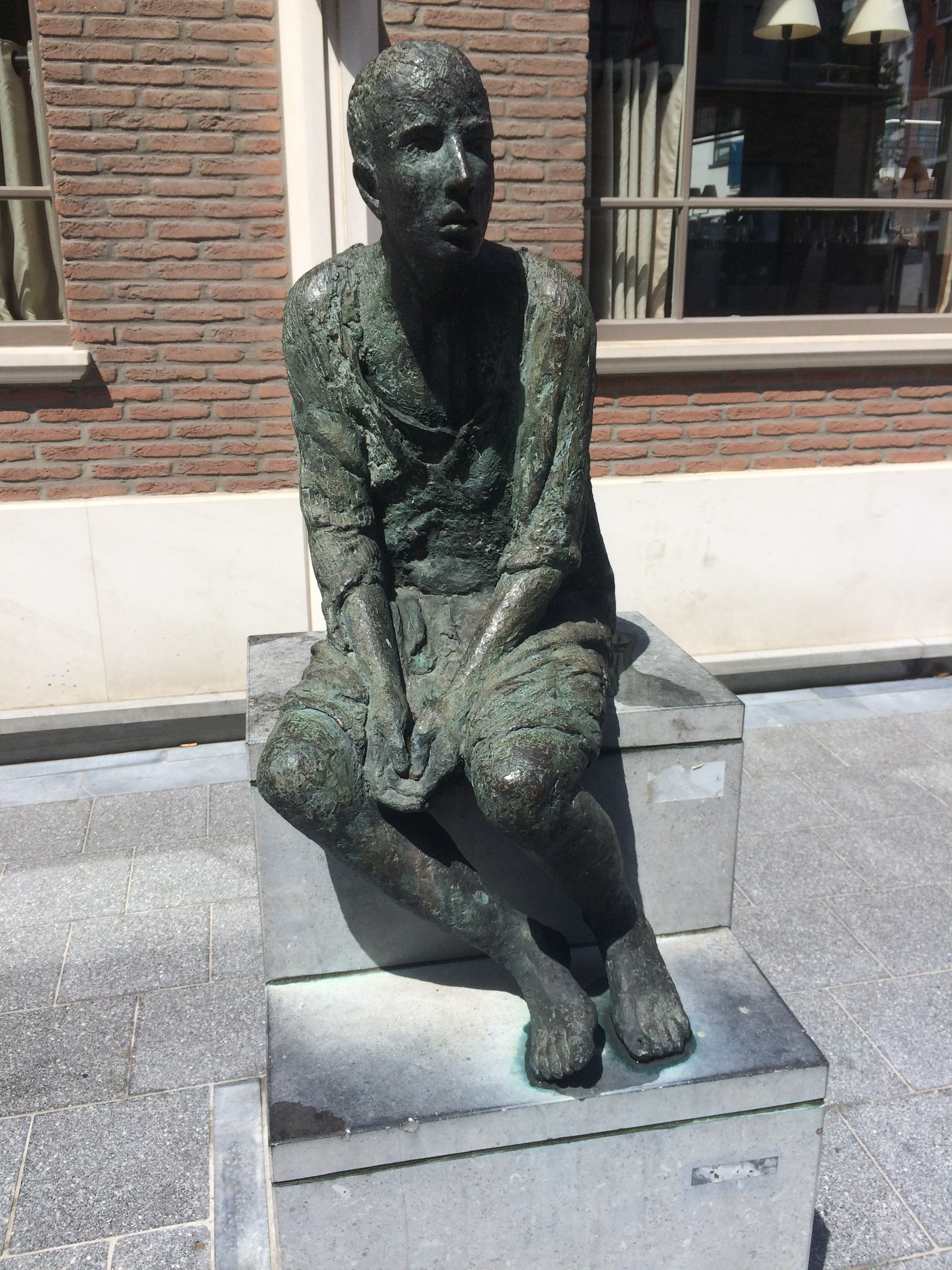
Meisjes op de bank, Blankenberge

Zu Beginn ihres künstlerischen Schaffens arbeitete Hanneke Beaumont abstrakt und wandte sich später dem figürlichen Arbeiten zu. Anfänglich arbeitete sie mit lebenden Modellen, ging dann aber dazu über, ihre Skulpturen nur aus ihrer Vorstellung zu modellieren, weil es ihr mehr Ausdrucksfreiheit gab. Zentrales Motiv der Plastiken aus Terrakotta, Bronze oder Gusseisen als auch ihrer Zeichnungen ist die androgyne menschliche Gestalt, die zeitlose zwischenmenschliche Beziehungen veranschaulicht.
Die Skulpturen „scheinen auf den ersten Blick vormodern und wirken, als seien sie dem Personal des antiken Dramas entsprungen“. Andererseits zeichnet sie eine Intensität aus, „eine Spannung des ganzen Körpers, die an modernes Tanztheater erinnert“. Die Figuren, „die weder Männer noch Frauen darstellen, tragen immer einfache, zeitlose Gewänder. Diese bedecken die Leiber wie eine zweite Haut und unterstreichen den einheitlichen, geschlechtlosen Körpertypus“. Die Gestalten sind ohne Haare, aber „mit sorgfältiger Umrisszeichnung von Augenbrauen, Ohren und Augen“ gestaltet. Sie haben stets nackte Füße und realistisch geformte Hände. Beaumont „arbeitet in ihren Menschendarstellungen mit einfachen, stilisierten Formen und typisierten Darstellungen von Gesichtern und Körpern. Ohne ihre Figuren äußerlich emotional erscheinen zu lassen, konzentriert sich die Bildhauerin auf innere Seelenzustände des Menschen“. „Keine von Beaumonts Skulpturen scheint mit dem Betrachter zu kommunizieren“.

## Werke im öffentlichen Raum (Auswahl)
- Meisjes op de bank. Blankenberge
- Melancholia I. Bronze, Eisen, Corten-Stahl, 1999, Skulpturenallee Kurpark Bad Homburg[10][11]
- Interaction & Self-Protection. Ganshoren
- Le Courage. Eingang des Erasmus-Krankenhauses, Brüssel
- Le Départ. Flughafen Brüssel
- Untitled Installation #56. Figurengruppe, Eschborn
- Courage. Figurenensemble, Plaza del Príncipe de Asturias, Santa Cruz de Tenerife, Teneriffa
- Stepping Forward. Vorplatz Europagebäude, Brüssel[3]

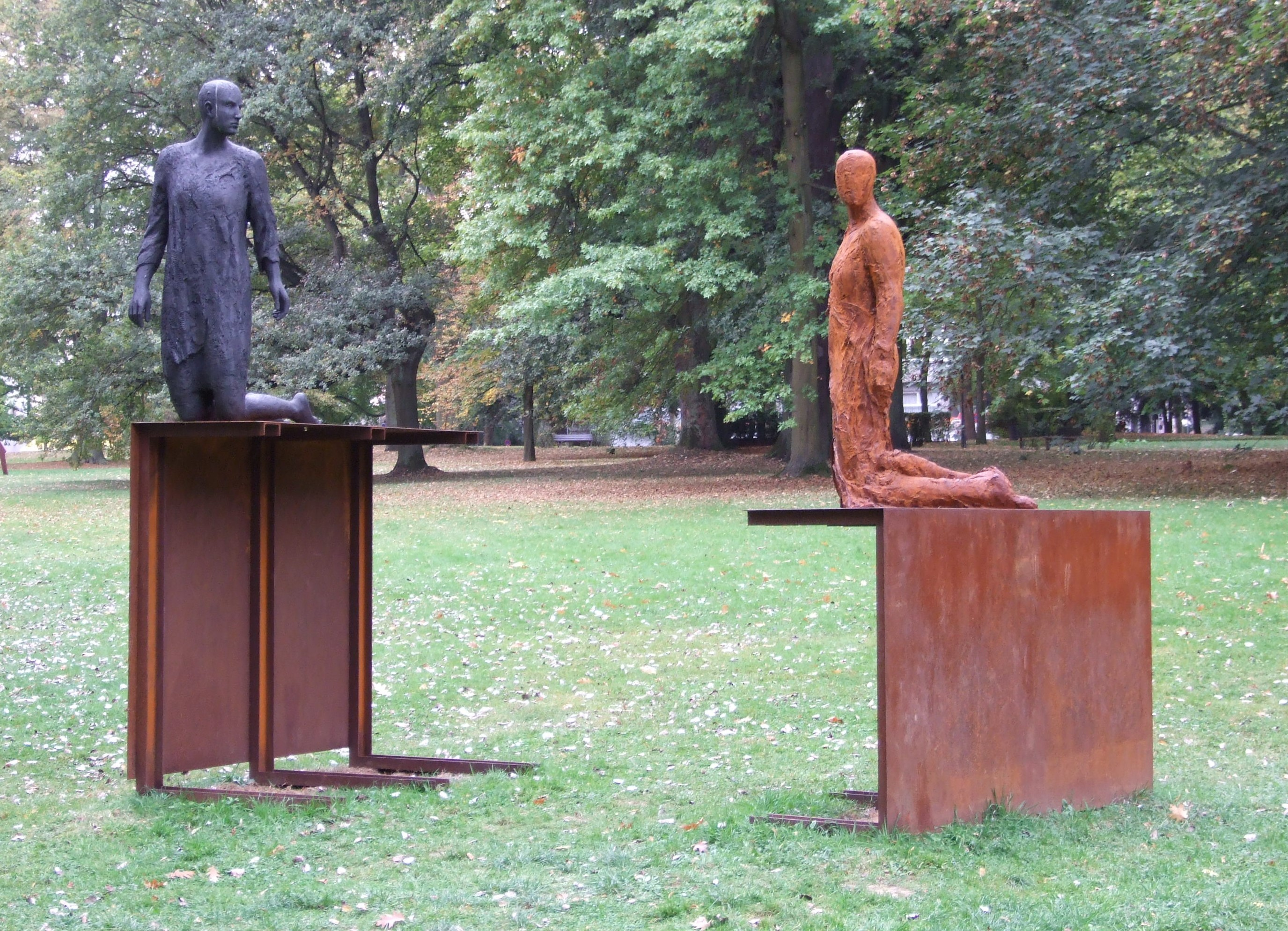
Melancholia I. Kurpark Bad Homburg
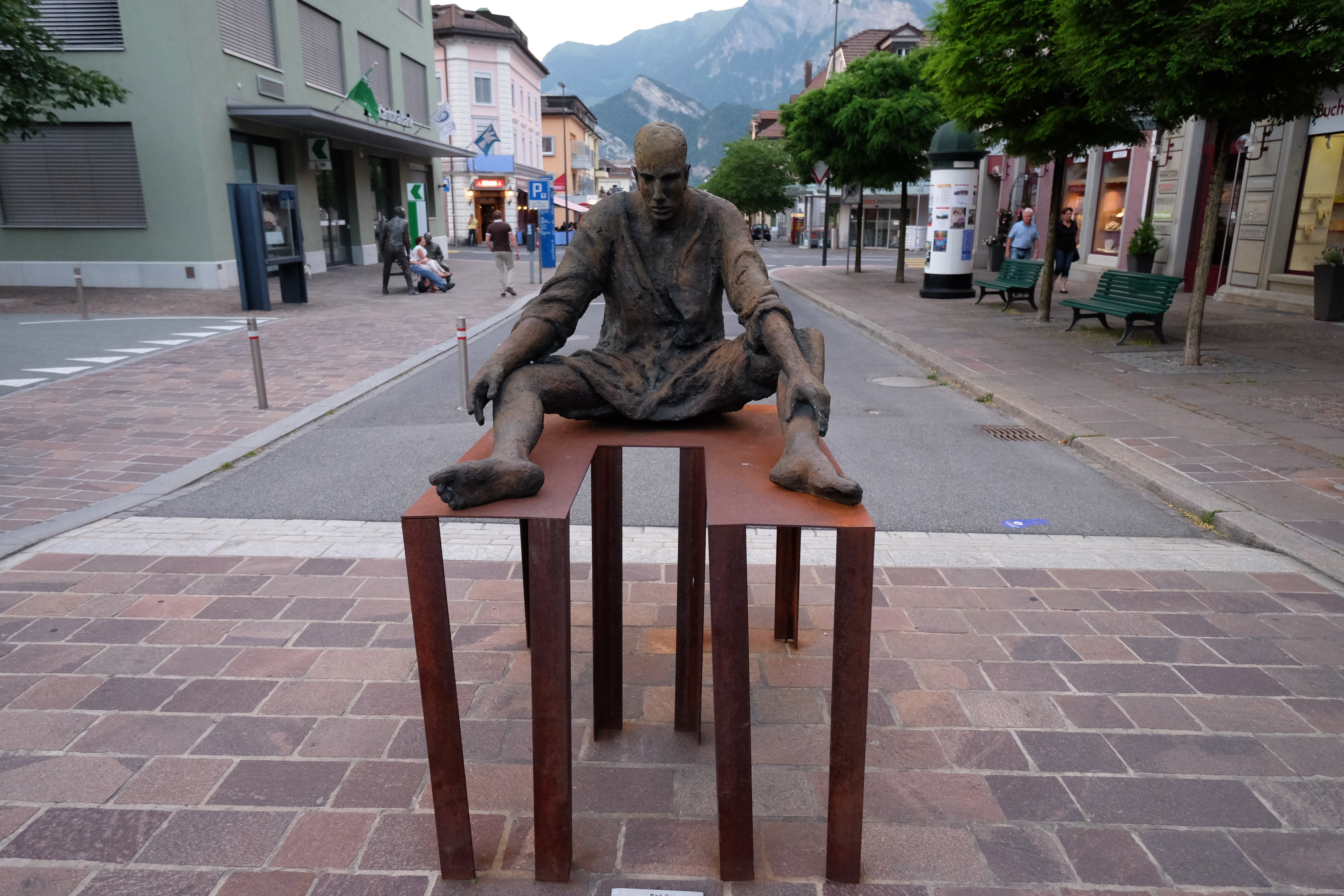
Bad Ragaz, Schweiz
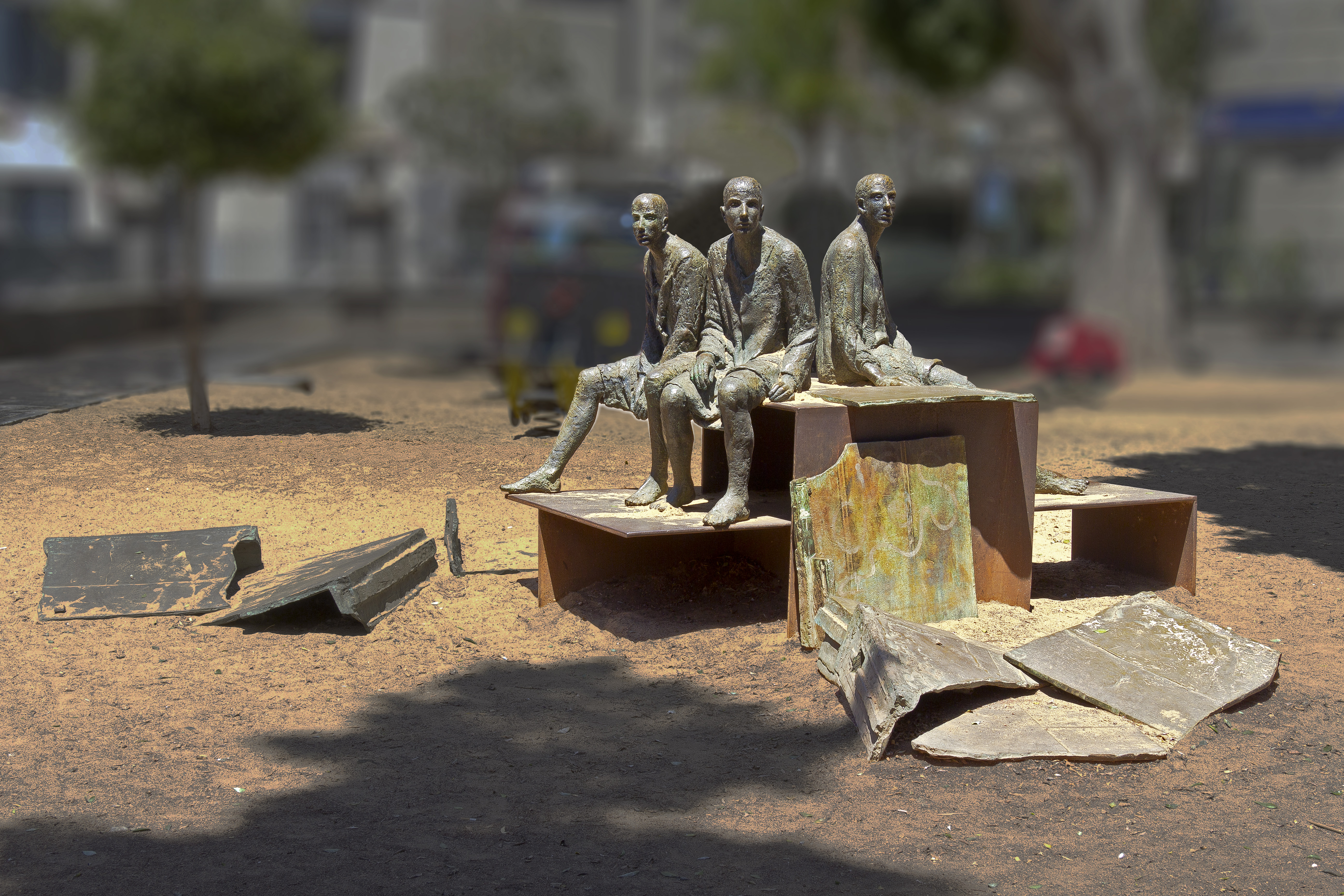
Courage, Teneriffa
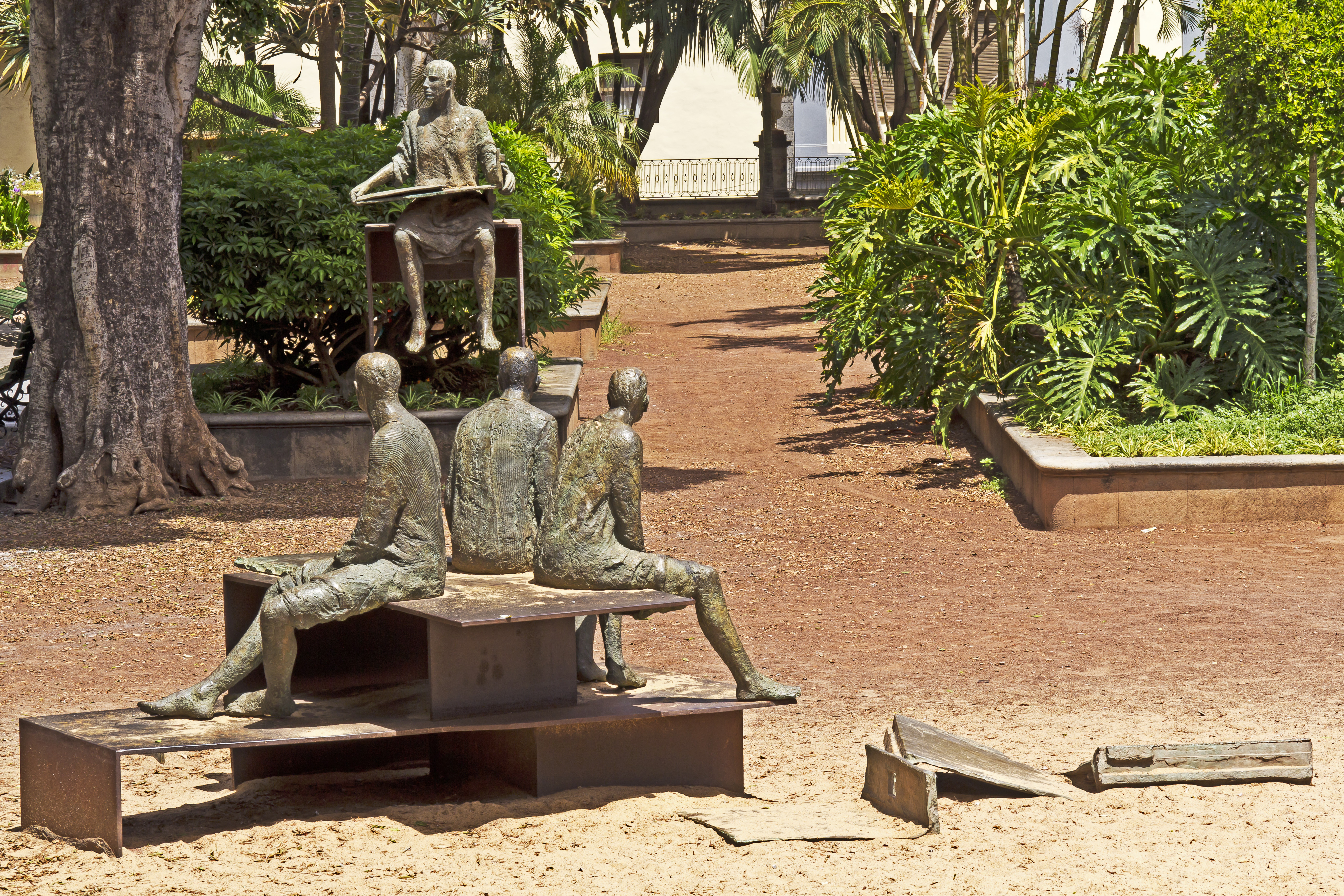
Courage, Teneriffa
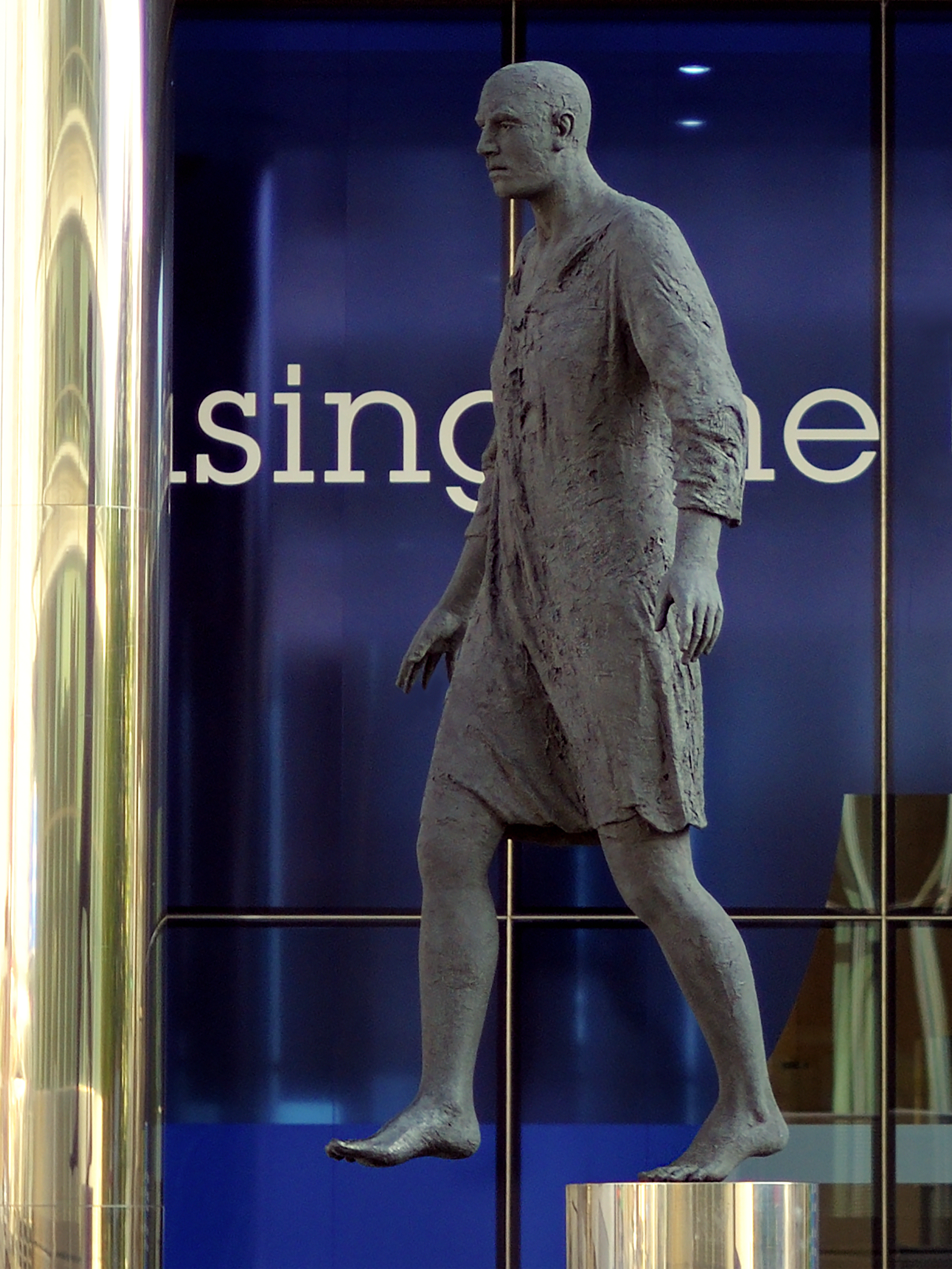
Stepping Forward, Brüssel

## Ausstellungen (Auswahl)
- 2024: The Inner World. Ooidonk Art Festival, Schloss Ooidonk, Deinze und Chateau d'Annevoie, Anhée
- 2021: Hanneke Beaumont: Drawn to Life. Vero Beach Museum of Art, Vero Beach, Florida[12]
- 2021: PAN Amsterdam
- 2019: Blickachsen XII. Kloster Eberbach[10]
- 2014: Commited to Paper: Master Drawings and Prints by Sculptors. Frederik Meijer Gardens and Sculpture Park, Grand Rapids, Michigan
- 2013/2014: The Baker Museum, Naples, Florida
- 2013: Blickachsen IX. Skulpturenpark Niederhöchstadt, Eschborn[10]
- 2013: Connected-Disconnected. The sculpture of Hanneke Beaumont. Frederik Meijer Gardens and Sculpture Park, Grand Rapids, Michigan
- 2010: Hanneke Beaumont: Das Äußere und das Innere. Kulturzentrum Englische Kirche, Bad Homburg[13]
- 2009: Blickachsen VII. Bad Homburg vor der Höhe[10]
- 2008: Hanneke Beaumont - New Works. Contessa Gallery, Cleveland[14]
- 2007: Schloss Greyerz
- 2007: Contessa Gallery, Cleveland
- 2005: Museum Beelden aan Zee, Scheveningen
- 2001: Robert Bowman Gallery, London
- 2001: Palais Bénédictine, Fécamp
- 1999: Irving Gallery, Palm Beach
- 1999: Philharmonic Center for the Arts, Naples
- 1997: Neuhoff Gallery, New York
- 1992: Galerie Sachetti, Ascona
- 1991: Galerie Spazio Temporaneo, Mailand
- 1988: Galerie Pascal Polar, Brüssel
- 1983: Galerie Pierre Vanderborght, Brüssel[2][3]